# 史钟奇
史钟奇（1908年—1986年），男，江苏宜兴人，中国电机专家，曾任南京市政协副主席，第三届全国人大代表，第五届全国政协委员。